# Парвати
Па́рвати (санскр. पार्वती, IAST: pārvatī «горная») в индуизме— одно из имён супруги бога Шивы. Является благой формой Дэви, шакти (то есть женской творческой энергии) Шивы.
Ещё имена благих форм: Гаури («Светлая, Благая»), Трипурасундари («великолепие трёх миров»), Лалита — «Играющая», Бхавани (англ.) («оживляющая»). В гневной форме Дэви носит имена Кали («Чёрная»), Шьяма, Чанди (Чанда, «Гневная»), Дурга («Неприступная»), Бхайрави (англ.) («Зловещая»).
Раннее воплощение Парвати — образ Сати  (связан и с Дашамахавидья — десятью аспектами Великой Матери, в которых после спора с Шивой проявилась Деви).

## Этимология

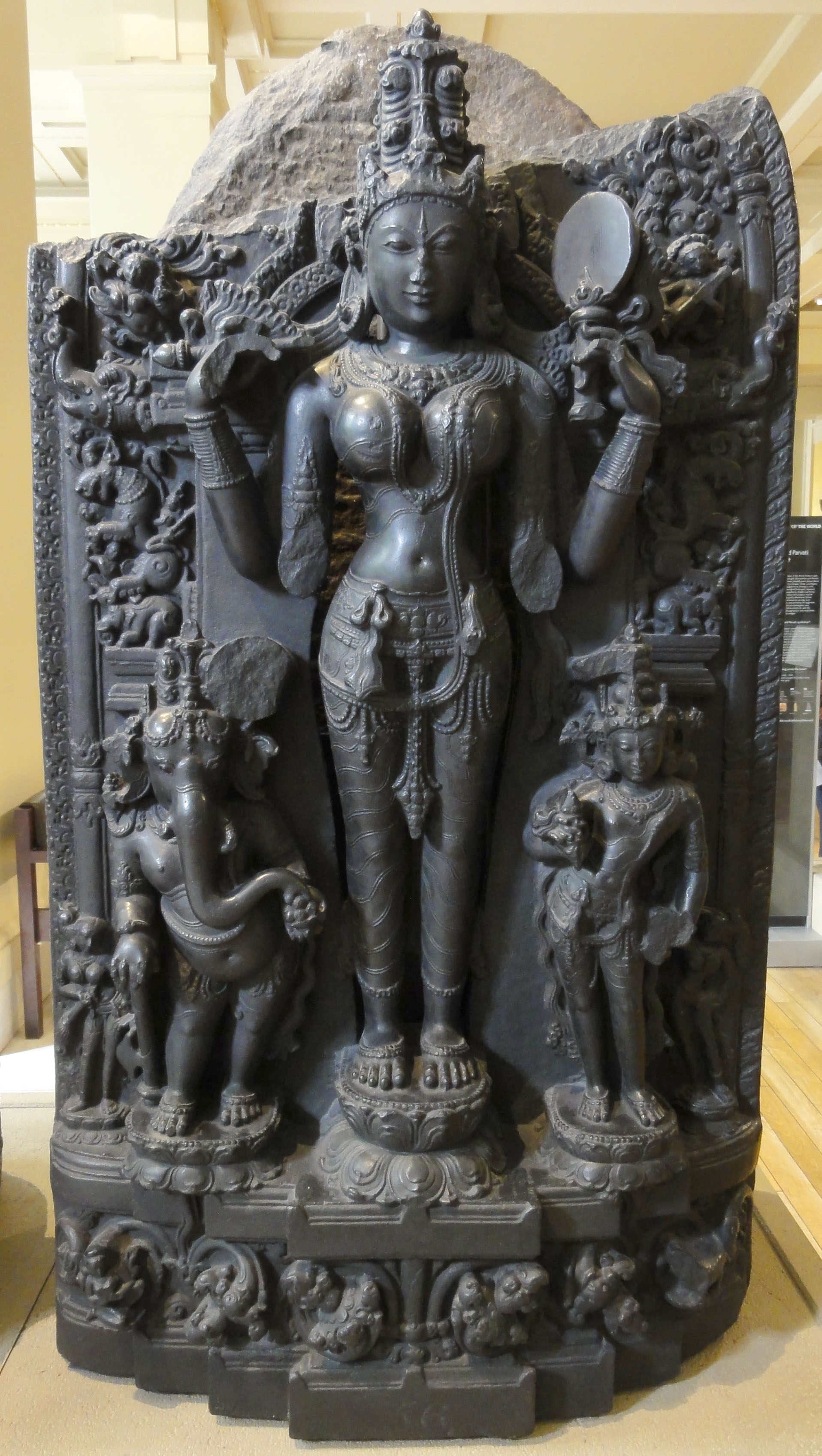
Четырёхрукий образ Парвати Лалита с сыновьями Ганешей и Скандой, Восточная Индия. XI век, Британский музей.

Парвати переводится с санскрита как «Горная», так как она считается дочерью Химавата, владыки гор и персонификации Гималаев. Другие её имена, связанные с горами: Шайладжа («Дочь гор»), Гирираджапутри («Дочь царя гор»).
Она, согласно Дурга-сапташати также имеет 108 имён, среди которых Амбика («Мать»), Гаури («Светлая»), Шьяма («Тёмная»), Бхайрави («Зловещая»), Кали («Чёрная»), Ума, Лалита, Апарна, материнский эпитет Матаджи, Дурга («Недоступная, Непобедимая»), Бхавани («Оживляющая»), богиня бытия и многие сотни других.
«Лалита-сахасранама» содержит список из тысячи имён богини. Имя Ума использовалось для Сати в ранних текстах, но в «Рамаяне» использовалось как синоним для Парвати. В «Харивамше» Парвати упоминается как Апарна и затем называется именем Ума, происхождение которого объясняется следующим образом:

Эти три дочери Химавата предались таким суровым аскезам, от которых содрогнулись боги, асуры и все подвижные и неподвижные существа во всех мирах. Экапарна питалась одними только листьями, съедая один лист в день. Экапатала съедала в день один цветок дерева патала. Апарна же вообще не принимала никакой пищи, и Мена, исполненная материнской любви, старалась уговорить дочь прекратить подвижничество. Она говорила ей: «О, не делай этого!» («У-Ма!»). С тех пор эта прекрасная дева Апарна стала известна во всех мирах как Ума, богиня, исполнявшая суровые аскезы. Все эти три сестры, исполнявшие суровые аскезы, были также сведущи в йоге. Тела их были целомудренными сокровишницами тапаса, их разум был устремлен на Высшего Брахмана. Ума была самой старшей из них, а также самой красивой и совершенной в йоге. Она стала супругой Махадевы.— «Харивамша», гл. 18
Парвати также известна под именем «супруга Шивы» (Shivaradnyee, Shivaragyee).
Очевидное противоречие, что Парвати называется «светлой, благой» — Гаури, и в то же время называется «чёрной», «тёмной» — Кали или Шьяма, объясняется индийским мифом: когда Шива упрекнул Парвати за её тёмнокожесть, сердитая Парвати оставила его и, совершив ряд религиозных актов, получила в подарок от Брахмы светлокожесть.

## Происхождение
Согласно «Сканда-пуране», в питри-кальпу Сваямбхува-манвантары Ади Шакти была известна как Сати. В  текущем «цикле белого вепря» — швета-вараха-кальпе, в период Чакшуша-манвантары Ади Шакти воплотилась как Парвати. Она — вечная супруга Шивы — Махешвари, Ади («начальная») Шакти, которая принимает разные воплощения и рождается под разными именами. Это подтверждает «Шива-пурана»:
«Некоторые говорят, что Сати была старшей среди них, некоторые — что была средней, другие мудрецы считают её самой юной среди всех. Все три мнения верны из-за различных кальп».
В одной из своих форм, известной как Дакшаяни, Сати стала супругой Шивы, но из-за «непреодолимых противоречий» между Шивой и Дакшей совершила обряд самосожжения, а спустя некоторое время возродилась в образе дочери Химавата и апсары Менаки — Парвати (в других вариантах носила имя Ума).
В «Сканда-пуране» Шива (Ишвара), объясняя Деви смену эпох и происхождение Вишну, говорит,  что весь «цикл» — чатур-юга (юга-чакра, маха-юга) состоит из 432 000 000 земных лет, 71 чатур-юга составляют одну манвантару и срок жизни Индры, 14 таких жизней Индры — это одна кальпа и один день Брахмы. Ещё столько же длится ночь Брахмы. Срок жизни Парвати — это шесть месяцев Брахмы.

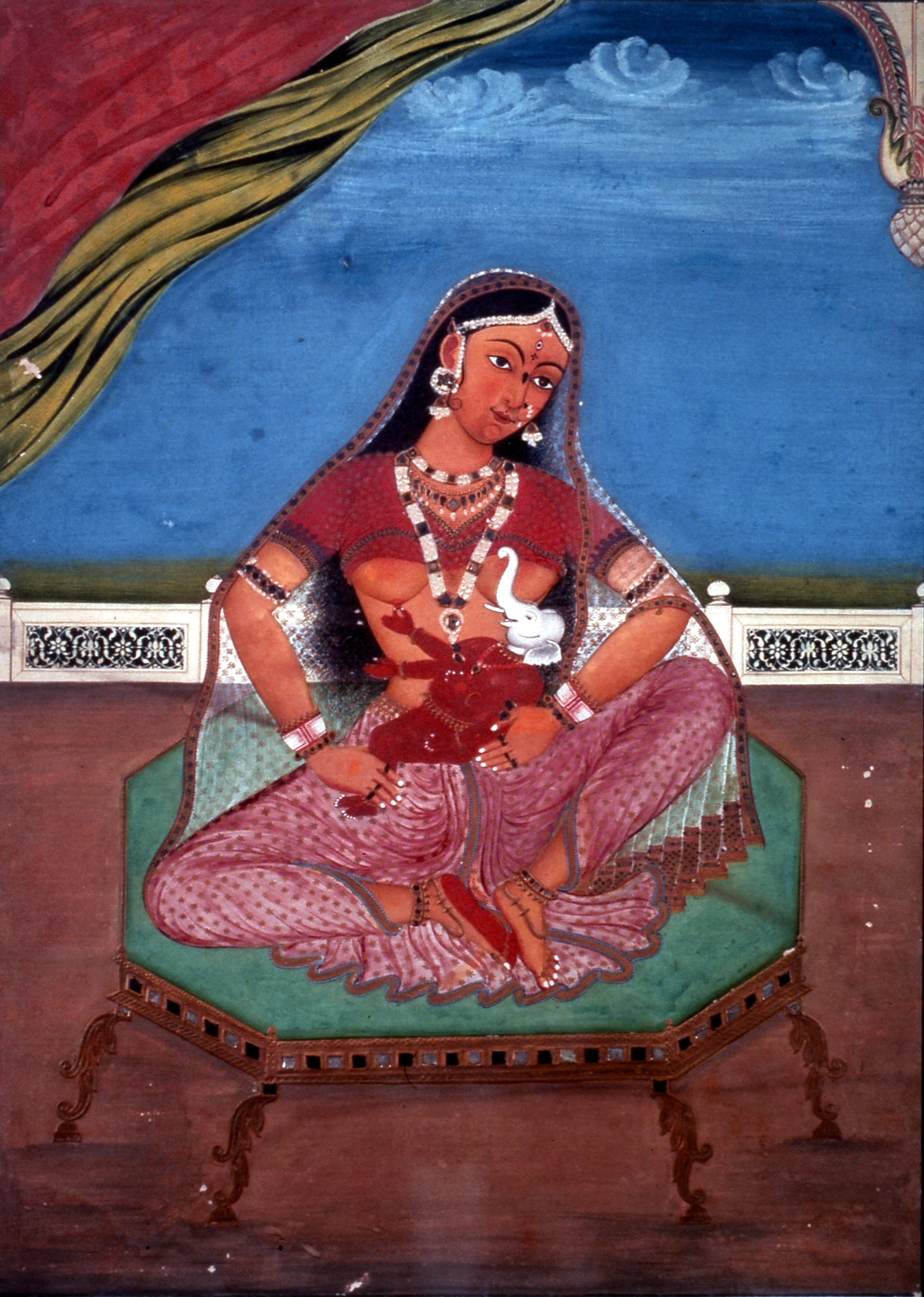

## Семья
Добиваясь любви Шивы, Парвати поселилась рядом с ним на горе Кайлас, но Шива в это время предавался аскезе и отверг её. Тогда боги, желавшие, чтобы у Шивы родился сын, способный победить демона Тараку, послали бога любви Каму возбудить в сердце Шивы любовь к Парвати. Разгневанный Шива сжёг Каму огнём своего третьего глаза, но впоследствии возродил его. Тогда Парвати решила сама предаться подвижничеству ради Шивы. Узнав об этом, Шива решил испытать её, и, придя к ней в образе брахмана, стал хулить и ругать самого себя. Парвати отвергла все наветы, и Шива, тронутый её преданностью и красотой, взял её в жёны. От этого брака родились бог войны Сканда и бог мудрости Ганеша.

## Иконография
На картинах Парвати изображается в виде прекрасной женщины с обычным количеством рук и ног. Ей приписывается совершение лишь немногих чудес. Однако, когда эта богиня появляется в обличье Дурги, Кали и других, в ней просыпаются божественные способности, и обнаруживаются характеристики, отличные от тех, которыми обладает Парвати.